# Andraž Horvat
Andraž Horvat (madžarsko Horváth András), hrvaški učitelj in kantor, ki je delal v Slovenskem Porabju, *  okoli 1744, Dolnja Pulja, † po 1789.
Rodil se je na Gradiščanskem, v Dolnji Pulji (danes Frankenau-Unterpullendorf), pri madžarski meji. Od leta 1774 je učiteljeval na Gornjem Seniku.
Leta 1780 je napisal Katoliško pesmarico. Edini ohranjeni primerek je bil vezan v usnje, danes pa je brez platnic. Horvat je v knjigo zapisal 258 prekmurskih cerkevnih pesmi. Pesmarico je pred propadom rešil Franc Ivanoci na Tišini. Materni jezik Horvata je bila gradiščanščina, v katerem je napisana tudi pesmarica.
Horvat leta 1789 ni več deloval na Seniku, kjer ga je nasledil učitelj Ružič.